# Dunkelsteinerwald
Dunkelsteinerwald je městys v Rakousku ve spolkové zemi Dolní Rakousy v okrese Melk. Žije zde přibližně 2 400 obyvatel.

## Geografie

### Geografická poloha
Dunkelsteinerwald se nachází ve spolkové zemi Dolní Rakousy v regionu Mostviertel. Rozloha území městyse činí 54,28 km², z nichž 46,7 % je zalesněných.

### Části obce
Území městyse Dunkelsteinerwald se skládá z třiceti tří částí (v závorce uveden počet obyvatel k 1. 1. 2018):
- Aichberg (23)
- Besenbuch (48)
- Bichl (4)
- Bittersbach (6)
- Dürnbach (7)
- Eckartsberg (17)
- Gansbach (501)
- Gerolding (246)
- Häusling (98)
- Heitzing (19)
- Hessendorf (36)
- Himberg (95)
- Hohenwarth (21)
- Kicking (63)
- Kochholz (91)
- Krapfenberg (14)
- Lanzing (12)
- Lerchfeld (25)
- Lottersberg (39)
- Maierhöfen (22)
- Mauer bei Melk (574)
- Neu-Gerolding (57)
- Neuhofen (91)
- Nölling (36)
- Nonnenhöfen (6)
- Oed (28)
- Ohnreith (4)
- Pfaffing bei Mauer (22)
- Pinnenhöfen (21)
- Schwaigbichl (4)
- Thal (58)
- Umbach (36)
- Ursprung (66)

### Sousední obce
- na severu: Bergern im Dunkelsteinerwald
- na východě: Wölbling, Obritzberg-Rust, Karlstetten, Hafnerbach
- na jihu: Loosdorf, Melk
- na západě: Schönbühel-Aggsbach

## Politika

### Obecní zastupitelstvo
Obecní zastupitelstvo se skládá z 21 členů. Od komunálních voleb v roce 2015 zastávají následující strany tyto mandáty:
- 15 ÖVP
- 2 FPÖ
- 2 SPÖ
- 1 GRÜNE
- 1 FRANZ

### Starosta
Nynějším starostou městyse Dunkelsteinerwald je Franz Penz ze strany ÖVP.